# Aeroportul Dayton–Wright Brothers
Aeroportul Dayton–Wright Brothers (IATA: MGY, ICAO: KMGY, FAA LID: MGY) este un aeroport din Ohio, Statele Unite ale Americii ce deservește zona Dayton. Aeroportul a fost tranzitat în 2019 de 118 pasageri. A fost numit după zona deservită.
Situat la o altitudine de 292 m, aeroportul dispune de 1 pistă.

## Infrastructură

### Piste
Aeroportul dispune de o singură pistă. Pista 02/20 are suprafața de asfalt și dimensiunile 5.000 picioare × 100 picioare. 